# Pihla
Pihla – wieś w Estonii, w prowincji Hiuma, w gminie Kõrgessaare. Na zachód od wsi znajduje się utworzony w 2009 roku rezerwat przyrody.
W 2012 roku wieś liczyła 16 mieszkańców; w październiku 2010 – 13, w grudniu 2009 – 14.